# Alexander Awerbuch
Alexander Awerbuch (russisch Александр Валерьевич Авербух, Alexander Walerjewitsch Awerbuch, hebräisch אלכסנדר אברבוך, englische Transkription Aleksandr Averbukh; * 1. Oktober 1974 in Irkutsk) ist ein ehemaliger israelischer Leichtathlet russischer Herkunft.
Wie sein Vater war Alexander Awerbuch zunächst Zehnkämpfer – mit einer Bestleistung von 8084 Punkten (1997). Bei den Halleneuropameisterschaften 1998 startete Awerbuch für Russland im Mehrkampf und belegte Platz 6.
Er wanderte nach Israel aus und wurde am 3. August 1999 Staatsbürger Israels. Seitdem startete er im Stabhochsprung. Bei seinem ersten Einsatz für Israel, den Weltmeisterschaften 1999 in Sevilla, gewann er die Bronzemedaille (5,80 m). 2000 wurde er Halleneuropameister und Zehnter bei den Olympischen Spielen in Sydney.
2001 wurde er bei den Hallenweltmeisterschaften in Lissabon Vierter. Bei den Weltmeisterschaften in Edmonton gewann er Silber hinter Dmitri Markov (ebenfalls Exrusse, nun für Australien startend) und bei der Universiade Gold.
Seinen ersten Freiluft-Titel gewann Awerbuch bei den Europameisterschaften 2002 in München mit 5,85 m. 2003 stellte er mit 5,93 m seinen persönlichen Rekord auf (zugleich israelischer Rekord), und bei den Olympischen Spielen 2004 in Athen belegte er den achten Platz.
Bei den Hallenweltmeisterschaften 2006 in Moskau wurde er erneut Vierter und bei den Europameisterschaften in Göteborg verteidigte er seinen Titel. In Osaka bei den Weltmeisterschaften 2007 kam er auf den siebten Rang.
Alexander Awerbuch hat bei einer Größe von 1,78 m ein Wettkampfgewicht von 76 kg.